# Hemitonga dyakana
Hemitonga dyakana är en insektsart som först beskrevs av George Willis Kirkaldy 1907.  Hemitonga dyakana ingår i släktet Hemitonga och familjen sköldstritar. Inga underarter finns listade i Catalogue of Life.